# ۸۴۵ (میلادی)
۸۴۵ (میلادی) هشتصد و چهل و پنجمین سال تقویم میلادی است.

## درگذشتگان
‎